# Chlorophytum macrophyllum
A Chlorophytum macrophyllum az egyszikűek (Liliopsida) osztályának spárgavirágúak (Asparagales) rendjébe, ezen belül a spárgafélék (Asparagaceae) családjába tartozó faj.

## Előfordulása
A Chlorophytum macrophyllum előfordulási területe a trópusi Afrika. A következő országokban található meg: Angola, Benin, Bissau-Guinea, Burkina Faso, Burundi, Csád, Dél-Szudán, Egyenlítői-Guinea, Elefántcsontpart, Eritrea, Etiópia, Ghána, Guinea, Kamerun, Kenya, Kongói Demokratikus Köztársaság, Kongói Köztársaság, Közép-afrikai Köztársaság, Libéria, Malawi, Mozambik, Nigéria, Sierra Leone, Szenegál, Szudán, Tanzánia, Togo, Uganda, Zambia és Zimbabwe.

## Megjelenése
Csoportban növő, általában 60-90 centiméter magas növényfaj. A gyöktörzse rövid, a gyökerei vastagok. A levelei rozettaszerűen nőnek és 28-90 centiméter hosszúak, illetve 1,5-12 centiméter szélesek.

## Életmódja
Az erdőkben a patakok és folyók mentén él. A köves talajokat is megtűri. Általában 100-1200 méteres tengerszint feletti magasságok között található meg.